# Émerson Carvalho da Silva
Émerson Carvalho da Silva (* 5. leden 1975) je bývalý brazilský fotbalista.

## Reprezentační kariéra
Émerson Carvalho da Silva odehrál za brazilský národní tým v letech 2000 celkem 3 reprezentační utkání.

## Statistiky
| Brazílie | Brazílie | Brazílie |
| Roky     | Zápasů   | Gólů     |
| -------- | -------- | -------- |
| 2000     | 3        | 0        |
| Celkem   | 3        | 0        |